# Gilera
Gilera ist einer der ältesten italienischen Motorradhersteller und eine Tochterfirma des Piaggio-Konzerns. Gilera verbaute als erster Hersteller querliegende Vierzylindermotoren.

## Der Anfang
Die Geschichte Gileras geht auf die ersten Jahre des 20. Jahrhunderts zurück. Giuseppe Natale Gellera (ab 1939 Giuseppe Natale Gilera) gründete seine Motorradfabrik im Jahr 1909. Die erste Entwicklung war die VT 317. Sie besaß einen von Gilera selbst entworfenen und gebauten Einzylindermotor mit ca. 7 PS Leistung, eingesetzt in eine Art Fahrradrahmen. Dieser Maschinentyp wurde für diverse Rennveranstaltungen (Bergrennen und Straßenrennen von lokaler Bedeutung) eingesetzt. Die Entwicklung dieser Einzylinder setzte sich über Modelle wie 3,5 HP Tourismo von 1920, VLSS von 1925, die VL- und VT-Modelle in den Jahren 1930–1938 fort. Ein vorläufiges Ende der Entwicklung setzte die VTE Otto bulloni ca. 1940. Diese Maschine war damit auch der unmittelbare Vorgänger der erst nach dem Zweiten Weltkrieg gebauten Saturno. Der Begriff Otto bulloni steht für die acht Schrauben, mit denen der Zylinder mit dem Motorblock verschraubt war.

## Die Entstehung des Vierzylinders

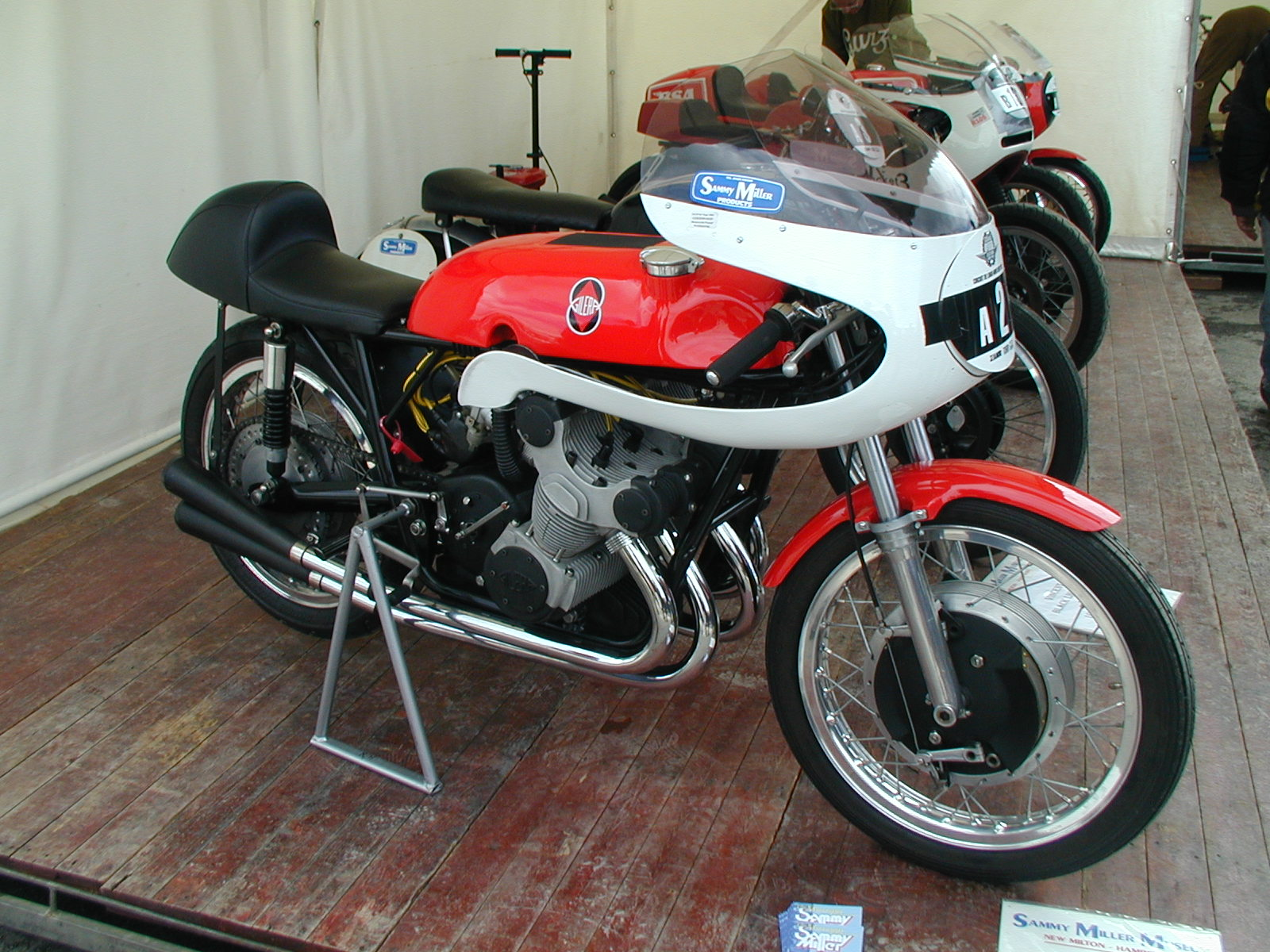
Gilera 500 Vierzylinder

Während Giuseppe Gilera mit dem Ausbau seiner Fertigungsstätten in der Nähe von Mailand beschäftigt war, wurde 1923 von zwei frischgebackenen italienischen Ingenieuren, Carlo Gianini und Piero Remor, ein Prototyp eines Vierzylinder-Reihenmotors entworfen und gebaut. Dieser Motor, ausgestattet mit obenliegender Nockenwelle, hatte 490 cm³ Hubraum und ca. 28 PS. Ein Jahr nach Fertigstellung dieses Motors fand ein weiterer Motorrad-Enthusiast, Graf Giovanni Bonmartini, seinen Weg zu den beiden Ingenieuren. Das erste komplette Motorrad wurde noch im gleichen Jahr fertiggestellt. Es war die Vierzylindermaschine GRB, benannt nach den Initialen des Trios. Erhebliche Finanzprobleme der Freunde in Folge der Weltwirtschaftskrise setzten der Weiterentwicklung dieses Motorrads ein Ende.
Graf Bonmartini, Besitzer der Flugzeugfabrik Compagnia Nazionale Aeronautica (CNA), übernahm im Folgenden die gesamten Rechte an diesem Vierzylinder-Projekt. Gianini wurde als Ingenieur bei ihm angestellt und mit der Entwicklung von Flugmotoren betraut. Eine Weiterentwicklung des Motorradmotors fand erst wieder im Jahr 1934 statt. Dazu wurde ein weiterer Ingenieur und begnadeter Fahrer ins Boot geholt, Piero Taruffi. Der Motor erhielt nun zwei obenliegende Nockenwellen, eine vollständige Wasserkühlung und einen Kompressor. Die Leistung wurde durch diese Maßnahmen auf ca. 44 kW (60 PS) bei 8500/min erhöht. Im Jahr 1934 verkaufte Bonmartini seine Fabrik an Caproni, einen weiteren italienischen Flugzeughersteller. Caproni, nicht an den Motorradentwicklungen interessiert, suchte wiederum einen Käufer für diesen Teil der CNA.
Giuseppe Gilera übernahm die Motorradprojekte der CNA. Piero Taruffi wechselte mit zu Gilera und bekam somit die Möglichkeit, unter professionellen Bedingungen die Weiterentwicklung voranzutreiben. Der Motor, das Getriebe und das Fahrwerk erhielten Verbesserungen. Erfolge in internationalen Rennen belegen diese Entwicklung. Zwischen 1935 und 1937 hielt die Rondine, eine vollverkleidete Vierzylindermaschine, den Geschwindigkeitsrekord mit 244 km/h. 1939 gewann Dorino Serafini auf der 500er Rondine den Titel in der 500-cm³-Klasse der Motorrad-Europameisterschaft.
Wie in vielen anderen Fällen stoppte auch hier der Zweite Weltkrieg ein weiteres Vorankommen.
Die 500er Vierzylinder dominierten aber auch nach dem Krieg die Königsklasse. Da der Einbau von Ladersystemen verboten wurde, blieb Gilera nichts anderes übrig, als die Motoren neu zu entwerfen. Die Entwicklung der Motorräder gelang so gut, dass die Grand-Prix-Gilera in der 500-cm³-Klasse der Motorrad-Weltmeisterschaft zwischen 1950 und 1957 sechs Fahrertitel in sieben Jahren einfahren konnten. Insgesamt wurden mit diesen Maschinen 44 Rennen gewonnen. Fahrer dieser Ära waren u. a. Nello Pagani, Umberto Masetti, Libero Liberati und Geoff Duke.
Diese Vierzylinder-Technologie wurde später an MV Agusta verkauft und erlangte mit dieser Firma endgültig Weltruhm.

## Die Piaggio-Ära
In den 1980er-Jahren erweckte Piaggio den Namen Gilera wieder zu neuem Leben: Begonnen wurde dieser Neustart im Motorradbau mit der Entwicklung eines modernen Einzylindermotors mit Wasserkühlung und Vierventiltechnik. Dieser Motor erhielt als erster Serieneinzylinder einen Zylinderkopf mit zwei Nockenwellen. Es wurde vorerst eine Motorversion mit 350 cm³ fertiggestellt. Erste Verwendung fand der Motor in der Enduro Dakota 350. Spätere Versionen mit 560 cm³ fanden in den RC-600-Enduros Verwendung, mit denen mehrere Siege bei der Rallye Dakar, speziell in der Silhouette-Klasse (seriennah), eingefahren wurden.
Eine Wiederauflage der legendären Saturno ist der japanischen Handelsgesellschaft C. Itoh & Co. zu verdanken, die ihren heimischen Kunden ein exklusives Motorrad aus traditionsreicher europäischer Produktion bieten wollte. Mitbeteiligt an der Entwicklung dieser Maschine war kein Geringerer als Sandro Colombo, der in den 1950er-Jahren als Chefingenieur der Rennabteilung bei Gilera tätig war. Gebaut wurde die Saturno vorerst ausschließlich für Japan mit 350 cm³ (wegen der japanischen Hubraumbeschränkung bei Motorrädern von 400 cm³). Die Saturno fand aber nach einigen Verhandlungen in geringer Stückzahl auch den Weg in den europäischen Markt. Für Europa wurde das Motorrad mit einem 500-cm³-Motor ausgestattet. Eine Rennversion der Saturno mit dem Namen Piuma (Feder) ist später auch in kleiner Auflage hergestellt worden.
Weiterhin baute Gilera die sogenannten Supermotos bzw. Funbikes als Erste in Serie: Die Nordwest kann als der Ursprung der serienmäßigen Supermoto-Motorräder angesehen werden. Diese umgebauten Enduros erhielten straßentaugliche Felgen, Fahrwerke und Bremsanlagen.
Heute werden unter dem Namen Gilera Motorroller und Kleinkrafträder, wie unter anderem eine umetikettierte Version der Derbi Senda 50 verkauft.

## Modelle

### Vor 1980

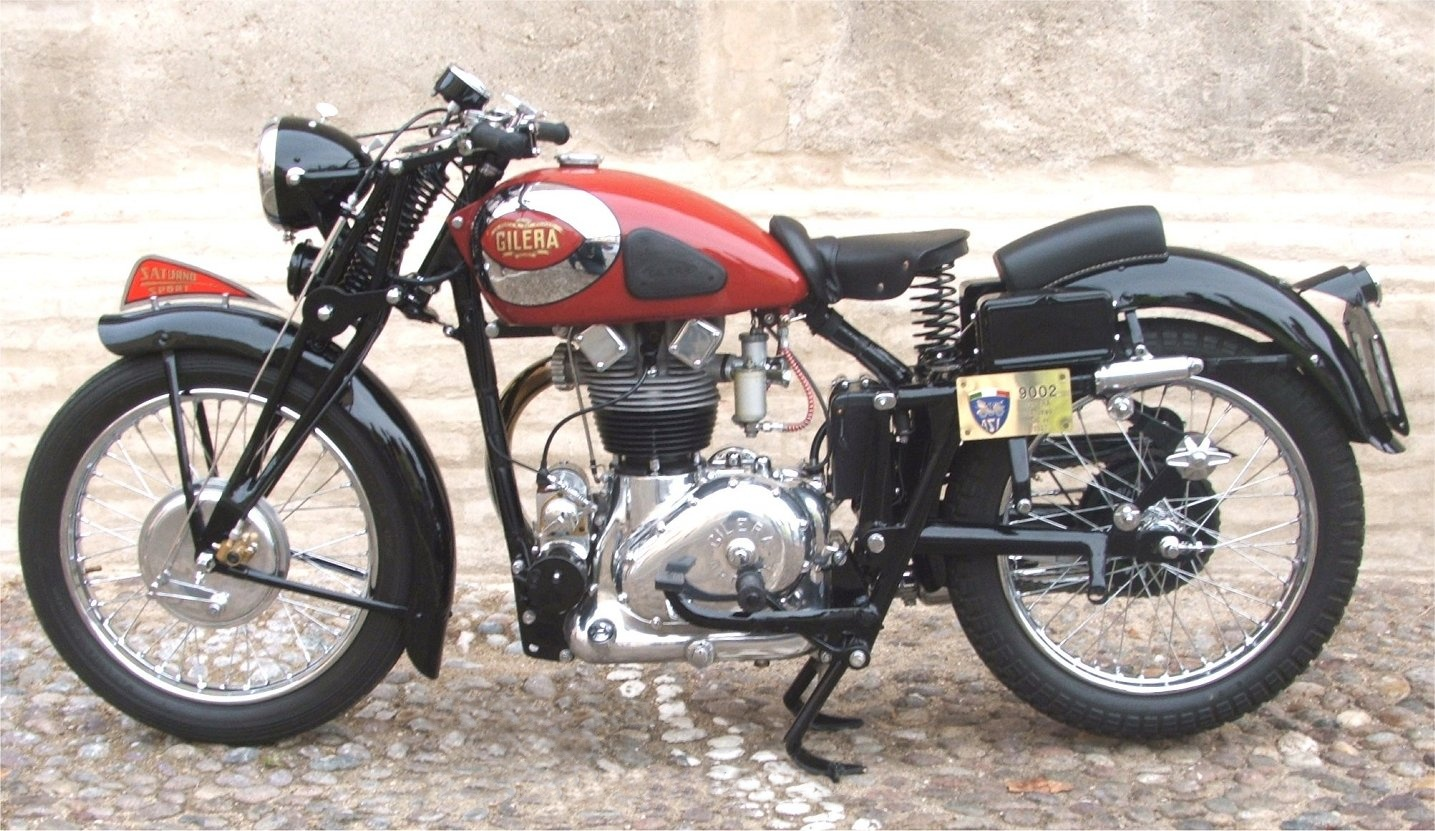
Gilera 500 Saturno Sport (1947)

- 500 VT → Saturno (~500 cm³, 1946–1958)
- 300 B (300 cm³)
- 125/150 Arcore/Strada (125 cm3 oder 150 cm3, 1972–1976)

### Sportler

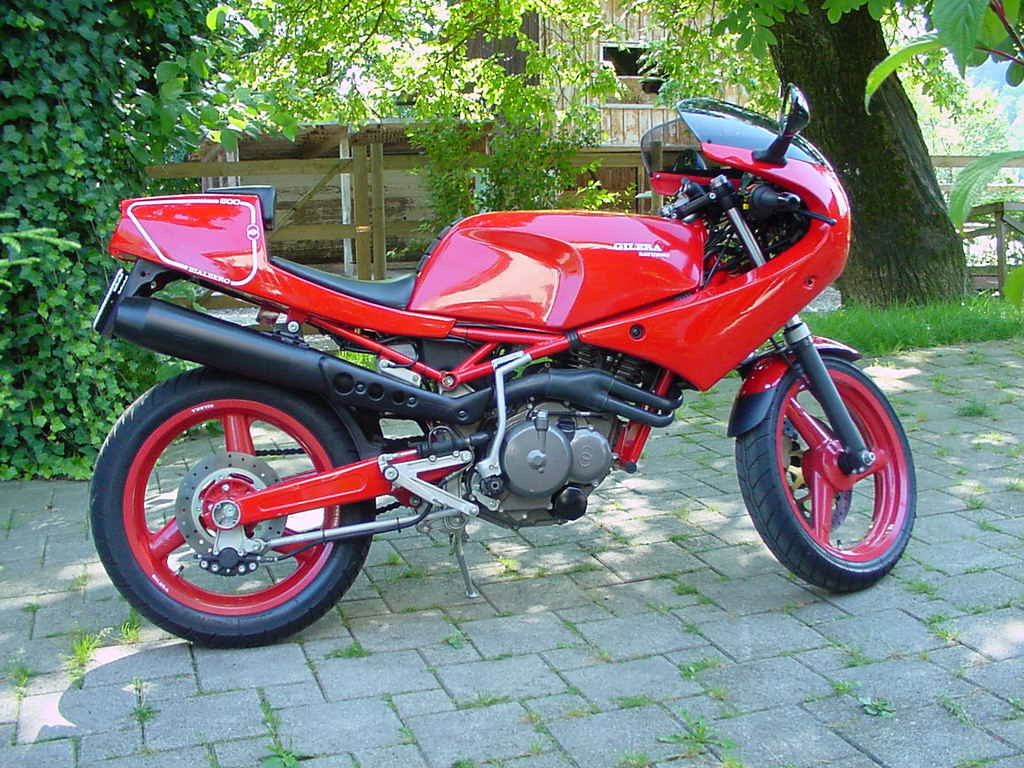
Gilera Saturno 500 (1988)

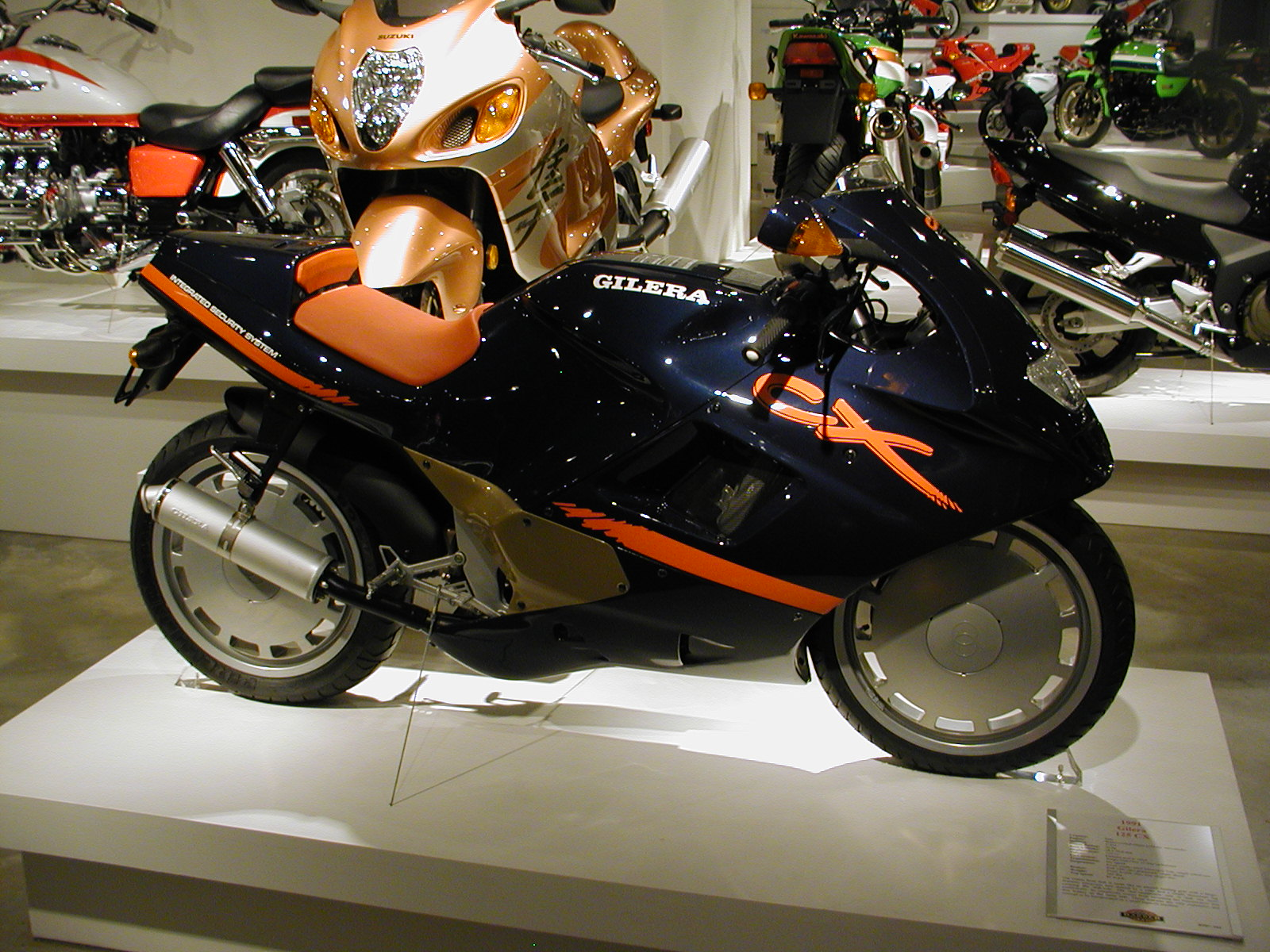
Gilera 125 CX (1991)

- RV (125, 200 und 250 cm³, 1983–1987) → KZ (125 cm³, 1986–1987) und KK → MX-1 (125 cm³, 1988–1991, auch MX-R)
- SP01 und SP02 (1988–1990) → Crono (1991–1992) → GFR 125 (Gilera Formula Racing) (125 cm³, 1993–1994, Supersportler)
- CX (~125 cm³, 1991, Sporttourer)
- Gilera Saturno 500 (1988–1991)

#### Wettbewerbsmotorräder
- GFR 250 (Gilera Formula Racing) (~250 cm³, 1992–1993, 250-cm³-Klasse)
- Supermono GB1 (Gilera Bimota 1 mit 750 cm³-Motor)
- 125 (Supersportler auf Derbi-Basis)
- 250 (Supersportler, 2006)
- Piuma 600

### Enduros
- RX (125 und 200 cm³, 1984)
- RRT → XR1 (~125 cm³, 1988–1989) → XR2 (~125 cm³, 1990)
- RRS
- RS1
- Apache (~125 cm³, Zweitaktmotor)
- Fastbike (~125 und 200 cm³)
- 500 Dakota (1987–1989)
- XRT350
- XRT600 (1989)
- RC-Baureihe
  - RC600 (1989)
    - RC600R (Wettbewerbsenduro) (1992)
    - RC750 (Wettbewerbsenduro)

  - RC600C (Softenduro)

### Supermoto
- Nordwest/Nordcape 600 (1991–1993)
- Nordwest 350
- Freestyle (~125 cm³)

### Motorroller
- DNA (50, 125 und 180 cm³, 2002–2008)
- Runner (seit 1997, 1. Generation)
  - Runner 50 SP (50 cm³, Zweitaktmotor, Vergaser)
  - Runner 50 PJ (50 cm³, Zweitaktmotor, Einspritzer)
  - Runner DD (50 cm³, Zweitaktmotor, mit zwei Bremsscheiben)
  - Runner ST (125 und 200 cm³, Viertaktmotor)
  - Runner FX (125 cm³, Zweitaktmotor)
  - Runner FXR (176 cm³, Zweitaktmotor)
  - Runner VX (125 cm³, Viertaktmotor)
  - Runner VXR (180 und 200 cm³, Viertaktmotor)
- Runner (seit 2005, 2. Generation)
  - Runner 50 ST
  - Runner 125 ST
- Nexus (mit 125, 250, 300 und 500 cm³)
- Coguar 125
- Fuoco 500 (Dreirad)
- Gilera P800
- Stalker 50 (Produktion eingestellt)
  - Stalker NKD 50
- Storm 50
- ICE 50
- H@K 50
- Zulu 50
- Gilera Typhoon (vor allem in Italien, Frankreich und Spanien unter dem Namen angeboten. In Deutschland auch als Piaggio TPH bzw. Typhoon bekannt, in Österreich wurde dieser als Puch Typhoon verkauft.) → Gilera Storm 50

### Leichtkrafträder/Mokicks

#### Originär

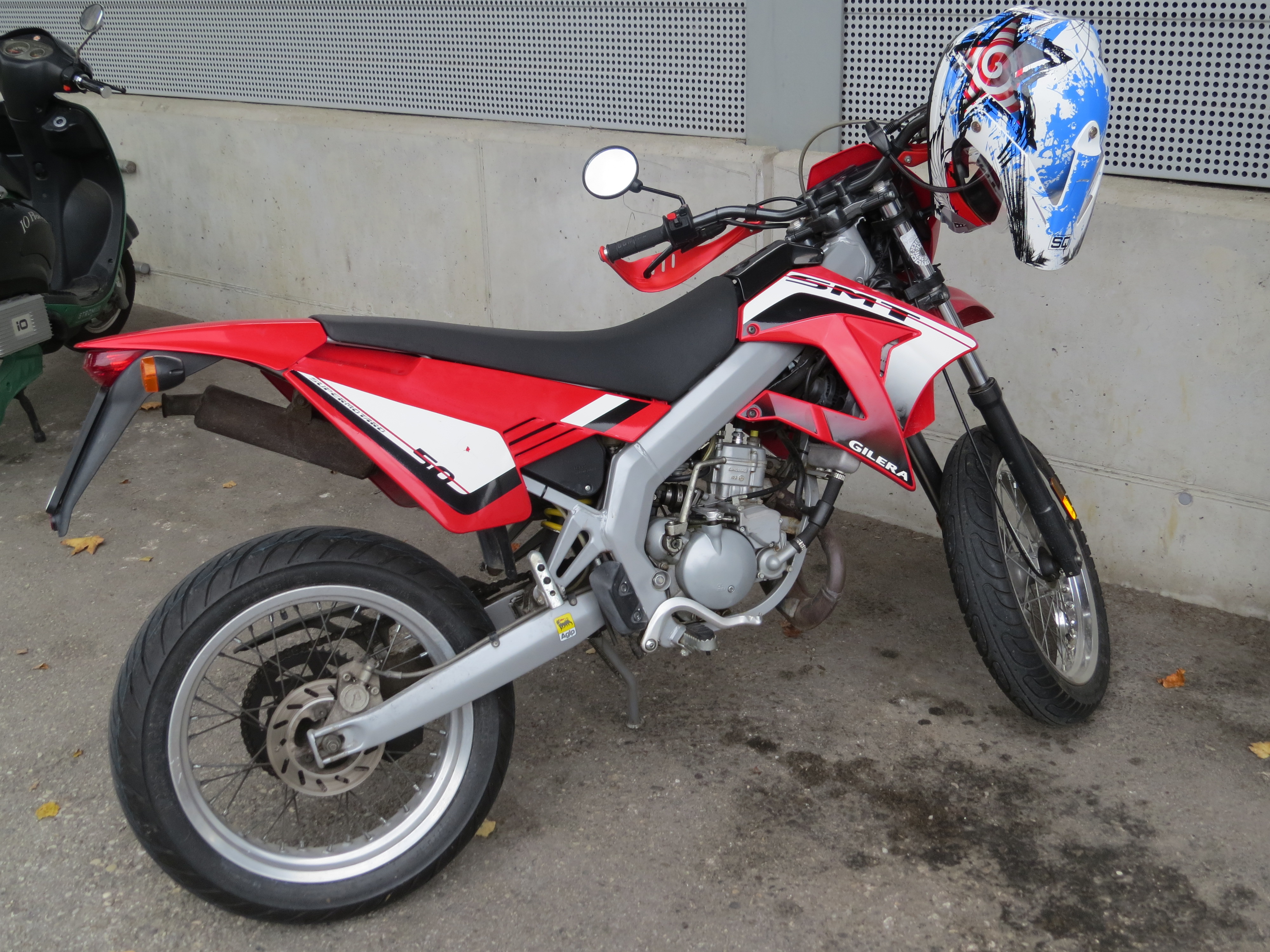
Gilera SMT 50

- Sportler 503
- RC50 (Enduro)
- Sioux50 (Enduro)
- Eaglet 50 Typ 503 Mini Chopper
- CBA
- GSM 50 → SMT 50
- RCR 50

### Mofa
- EC1 → Gilera Citta (EC2)

## Motorradrennsport

### Motorrad-Weltmeisterschaft
Insgesamt konnte Gilera acht Fahrerweltmeistertitel in der Motorrad-Weltmeisterschaft einfahren. Die sechs Titel von 1950 bis 1957 wurden alle auf der Gilera 500 Vierzylinder errungen. Danach zog sich Gilera wegen der hohen Kosten aus der Motorrad-Weltmeisterschaft zurück (siehe: Rückzug italienischer Hersteller aus der Motorrad-Weltmeisterschaft 1957).
 Geoff Duke (3)
Weltmeister in der 500-cm³-Klasse: 1953, 1954, 1955
 Umberto Masetti (2)
Weltmeister in der 500-cm³-Klasse: 1950, 1951
 Libero Liberati (1)
Weltmeister in der 500-cm³-Klasse: 1957
 Manuel Poggiali (1)
Weltmeister in der 125-cm³-Klasse: 2001
 Marco Simoncelli (1)
Weltmeister in der 250-cm³-Klasse: 2008

### Motorrad-Europameisterschaft
In der Motorrad-Europameisterschaft gelang dem Hersteller ein Fahrertitel.
 Dorino Serafini (1)
Europameister in der 500-cm³-Klasse: 1939